# Alain Deschamps (scénariste)
Pour les articles homonymes, voir Deschamps et Alain Deschamps (homonymie).
Alain Deschamps (né le 9 décembre 1941 et mort le 5 mars 2012) est un auteur, traducteur et scénariste français de bande dessinée.

## Œuvres
- Avec Claude Auclair (dessinateur)
  - Bran Ruz
  - Tuan Mc Cairill
- Avec Stéphane Dubois (dessinateur)
  - Nuits blanches (1983)
- Avec Alain Goutal (dessinateur)
  - Kanata (1984)
- Avec Thierry Clavaud (dessinateur)
  - Kanata (1987)